# Operação Mongoose
A Operação Mongoose (Operação Mangusto, ou ainda Projeto Cuba) foi o nome dado por John Kennedy, no dia 4 de novembro de 1961, durante uma reunião do SGA - Special Group Augmented, a uma operação secreta do governo norte-americano. A Operação Mongoose tinha como objetivo subverter e sabotar o governo de Cuba. Robert F. Kennedy, que ocupava o cargo de Attorney General (Procurador-Geral), decidiu nomear o General Edward Lansdale (membro do comitê presidencial de assistência militar) para chefiar essa operação.
Já em setembro de 1960, Allen W. Dulles, o então diretor da CIA, entabulara negociações com Johnny Roselli e Sam Giancana, dois dos mais poderosos chefes da Máfia nos Estados Unidos, para assassinar Fidel Castro. Subsequentemente Carlos Marcello, Santos Trafficante e Meyer Lansky também se envolveram nesses planos.
Após o fracasso da Baía dos Porcos, o presidente John F. Kennedy criou um comitê encarregado de derrubar o governo de Fidel Castro - que se chamava SGA - Special Group Augmented - e que tinha como chairman Robert F. Kennedy e incluía Allen W. Dulles (diretor da CIA), depois substuído por John McCone, Alexis Johnson (Departamento de Estado), McGeorge Bundy (Conselheiro de Segurança Nacional), Roswell Gilpatric (Departamento de Defesa), General Lyman Lemnitzer (Chefe do Estado Maior) e o General Maxwell Taylor. Embora oficialmente não fossem membros da SGA, Dean Rusk (Secretrário de Estado) e Robert S. McNamara (Secretário da Defesa) também participavam das reuniões.
O posto da CIA em Miami, contando com o apoio da estação clandestina JMWave da CIA localizada no terreno de pouco mais 600 hectares pertencente a Universidade de Miami, serviu de quartel general para a Operação Mongoose. O chefe desse posto da CIA era Ted Shackley, que logo se envolveu numa série de tentativas para derrubar Fidel Castro, no que teve auxílio de William Harvey, o chefe da força-tarefa.
Sidney Gotlieb, da Divisão de Serviços Técnicos da CIA, ficou encarregado de encontrar maneiras de solapar a popularidade de Fidel Castro. Seus planos incluiam pulverizar um spray alucinógeno num estúdio de televisão em que Fidel apareceria e contaminar seus sapatos com tálio radioativo, o que eles acreditavam faria cair seus cabelos e sua barba.
Em 7 de abril de 1964 a SGA pôs fim, oficialmente, às operações de sabotagem contra Cuba. John McCone, então diretor da CIA, declarou que o presidente Lyndon B. Johnson teria abandonado os planos de derrubar ou "eliminar" Fidel Castro.